# انسان هایدلبرگی
انسان هایدلبرگی با نام علمی Homo heidelbergensis گونه‌ای از سردهٔ انسان بود که در آفریقا تکامل یافت. این گونه احتمالاً نیای انسان خردمند در آفریقا و انسان نئاندرتال در اروپا بوده‌است. با این وجود تحقیقات اخیر نشان داده‌است که ممکن است این تلقی درست نباشد. آیدا گومز و دیگر پژوهشگران در دانشگاه جورج واشینگتن با مقایسه دندان فسیلهای یافت شده، فرضیه ای مطرح کرده‌اند مبنی بر اینکه که نیای مشترک نئاندرتال‌ها و انسان خردمند باید مشخصات دندانی بینابینی داشته باشد. اگرچه نتایج این تحقیقات قطعی نیست اما نشان داده که به احتمال زیاد انسان هایدلبرگی گزینه مناسبی نبوده و نیای مشترک مزبور شاید به دوره‌ای در حدود یک میلیون سال قبل برگردد.

## زبان
به عقیده استیون میتهن، انسان هایدلبرگی همانند اجدادش از نوعی سیستم ارتباطی پیش از زبانی بهره می‌بردند.
تصور می‌شود که انسان هایدلبرگی اولین جد انسان‌های مدرن است که کیسه‌های هوا نداشته. کیسه‌های هوایی که در مجرای حنجره ای هستند و در تلفظ صوتی نقش دارند. از بین رفتن کیسه‌های هوا ممکن است به توانایی انسان در توسعه زبان صوتی کمک کرده باشد. نیاکانی مانند جنوبی‌کپی عفاری نیز مانند سایر میمون‌های بزرگ، کیسه‌های هوا داشتند.

## فسیل‌ها

### اروپا
در ۲۱ اکتبر ۱۹۰۷ اولین کشف فسیلی این گونه، در مائور، نزدیک هایدلبرگ، آلمان یافت شد که به آن مائور ۱ می‌گویند. با این حال تا سال ۱۹۰۸ علاقه کسی را به خود جذب نکرد و در سال ۱۹۰۸ بود که علاقه عمومی را به دست آورد. این یک فک است که در وضعیت خوبی به سر می‌برد، به غیر از اینکه دندان‌های آسیاب کوچک تا مدتی گمشده بودند و در نهایت در جایی در نزدیکی فک پیدا شدند. اوتو شوئتنساک از دانشگاه هایدلبرگ فسیل را شناسایی و نامگذاری نمود.
بقایای انسان هایدلبرگی بعدی در اشتاینهایم آن در مور آلمان (جمجمه استینهایم، ۳۵۰kya) آراگو فرانسه (آراگو ۲۱)، پترالونا، یونان و رد پای شیطان ایتالیا، یافت شد.
انسان باکسگرو نامی است یادآور استخوان‌های درشت کشف شده در سال ۱۹۹۴ در محل Boxgrove Quarry، نزدیک به یک کانال انگلیسی کشف شد. این فسیل به همراه صدها تبر و تیشه دستی در اطراف آن کشف شد و قدمت آن بین ۴۷۸۰۰۰ تا ۵۲۴۰۰۰ سال، بوده‌است. در فصول بعدی چندین دندان انسان هایدلبرگی در همان محل مشاهده شد.

### آفریقا
در قرن بیستم شماری از آثار فسیلی قابل مقایسه با مورفولوژیکی در آفریقای شرقی (بدو، ندوتو، عیاسی، ایلرت) و شمال آفریقا (ساله، ربات، دارالسلطانه، جبل ایرحود، سیدی ابالرحمان، تیحنیف) به معرض نمایش درآمد. جمجمه سلدانا، که در سال ۱۹۵۳ در آفریقای جنوبی یافت شد، از سال ۱۹۵۵ تا ۱۹۹۶ حداقل سه بار مورد تجدید نظر برای طبقه‌بندی قرار گرفت.
کبوِه ۱، که به آن جمجمه Broken Hill نیز گفته می‌شود، در سال ۱۹۲۱ توسط آرتور اسمیت وودوارد به عنوان نمونه ای از انسان رودزیایی منصوب شد. امروزه بیشتر به انسان هایدلبرگی اختصاص داده شده‌است. در سال ۱۹۲۱، تام زویگلار، که یک معدنچی سوئیس بود، این ماده را در معدن سرب و روی در Broken Hill واقع در رودزیای شمالی (کبوه امروزی، زامبیا) یافت.
در سال ۱۹۷۶، جمجمه ۶۰۰ هزار ساله بدو توسط اعضای اعزامی به رهبری جان کالب در Bodo D'ar در دره رودخانه عواش اتیوپی پیدا شد.

## شواهد جدید

### اولین‌های انسان هایدلبرگی
چندین ویژگی از گونه‌های انسانی برای اولین بار در انسان هایدلبرگی ظاهر می‌شود. براساس موزه تاریخ طبیعی اسمیتسونین، این نخستین گونه از جنس انسان خردمند بود که پناهگاه‌های دائمی ساخت.

### فسیل‌ها
- «جمجمه گالیله» که در سال ۱۹۲۵ یا ۱۹۲۶ در موقارت الزوتیه که امروزه در اسرائیل واقع است، یافت شد. به عنوان «کاندیدای شبیه‌ترین انسان هایدلبرگی از غرب آسیا» شناخته می‌شود.[۸]
- پترالونا ۱، در غار پترالونا یونان در سال ۱۹۶۰ کشف شد. قدمت آن بین ۳۵۰ هزار و ۱۵۰ هزار سال تخمین زده می‌شود. این فسیل به عنوان انسان هایدلبرگی یا انسان نئاندرتال طبقه‌بندی می‌شود.[۹]
- انسان تائوتاول (آرگو ۲۱)، جمجمهٔ انسانی است که در ۲۲ ژوئیه ۱۹۷۱ در نزدیکی روستای تائوتاول در پیرنه-اورینتال کشف شد. قدمت آن ۴۵۰ هزار سال تخمین زده می‌شود. فسیل در رده انسان راست قامت تائوتاولنی قرار گرفت و به همین دلیل نمی‌تواند یک انسان هایدلبرگی محسوب شود، اما متعلق به یک شاخه از انسان راست قامت است که اروپا را همزمان با دوره انسان هایدلبرگی اشغال کرده بودند، بوده‌است.[۱۰]